# Parque Carioca Pavuna
Parque Carioca Pavuna é um parque de 17 mil metros quadrados criado em 2024 no bairro da Pavuna, Zona Norte do Rio de Janeiro, após quase um ano de obras. O parque se localiza próximo ao Complexo do Chapadão, numa área antes utilizada como terreno baldio.
O parque funciona de terça à domingo, das 6h às 22h. Às segundas-feiras o parque fica fechado para manutenção.

## Infraestrutura
A principal atração é a Praça Molhada, uma área com torre de água de aço carbono com iluminação de aproximadamente de 22 metros de altura, com esguichos que refrescam os visitantes nos dias quentes. O parque conta ainda com:
- prainha artificial com espaço para banho de sol
- quiosques
- quadras esportivas de basquete, futvôlei, futebol e vôlei de praia
- pista de skate
- espaço infantil com diversos brinquedos
- área de convivência
- academia da terceira idade
- academia ao ar livre, com barras paralelas e pranchas abdominais
- 320 árvores, incluindo frutíferas como pés de acerola, pitanga e bananeiras
- Nave do Conhecimento Amoroso Costa[3]